# Brachyhesma nabarleki
Brachyhesma nabarleki är en biart som beskrevs av Exley 1977. Brachyhesma nabarleki ingår i släktet Brachyhesma och familjen korttungebin. Inga underarter finns listade.

## Bildgalleri

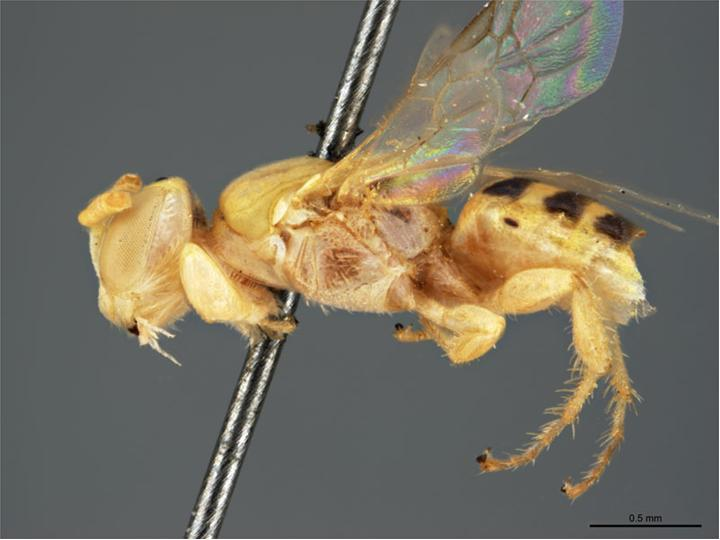